# Паскет, Николас
Николас Паскет (исп. Nicolás Pasquet; род. 1958, Монтевидео) — уругвайский дирижёр.

## Биография
Получил музыкальное образование в Монтевидео как скрипач, затем совершенствовался как инструменталист в Штутгартской высшей школе музыки, изучал дирижирование в Нюрнберге. В 1987 г. выиграл Безансонский международный конкурс молодых дирижёров.
Работал преимущественно в Германии. В 1984—1993 гг. преподавал в Тюбингенском университете, руководил студенческим оркестром. В 1993—1996 гг. главный дирижёр Печского симфонического оркестра (Венгрия); много гастролировал с коллективом по Германии, осуществил запись полного собрания симфоний Лайоша Лайты. В 1996—2001 гг. возглавлял Нойбранденбургский филармонический оркестр, в 2001—2002 гг. главный дирижёр Кобургской оперы. Одновременно с 1994 г. профессор Веймарской высшей школы музыки. Постоянно работает с несколькими молодёжными и студенческими оркестрами Германии, является также музыкальным руководителем Молодёжного камерного оркестра Юго-Восточной Азии, базирующегося в Бангкоке.